# Tatyana Yerokhina
Tatyana Vladimirovna Yerokhina (Chelyabinsk, 7 de setembro de 1984) é uma handebolista profissional russa, que atua como goleira, campeã olímpica.

## Carreira
Tatyana Yerokhina fez parte do elenco medalha de ouro na Rio 2016.